# LP Recharge
LP Recharge je free-to-play akční logická videohra vyvinutá švýcarským studiem Kuuluu Interactive Entertainment. Autorem hry, podle něhož je hra i vytvořená, je americká rocková skupina Linkin Park. Hra byla vydána 12. září 2013, a to exkluzivně pro sociální síť Facebook.

## Příběh
Příběh hry se odehrává v nedaleké budoucnosti. Na planetě Zemi začínají docházet energetické zásoby. Zbytky těchto zásob vlastní elity národů. Úkol hráče je zachránit svět jakoukoliv obnovitelnou energií.
Hra upozorňuje na energetickou chudobu a řešení energetické krize.

## Vývoj a vydání
Videohra byla poprvé oznámena 20. června 2012. Trailer ke hře byl uveden koncem srpna 2013. Oficiální singl skupiny a hudebníka Steva Aokiho „A Light That Never Comes“ byl zvolen úvodní skladbou hry.

## Hudba
Ve hře se objevuje hudba rockové kapely Linkin Park. V rámci propagace hry však nebyl vydán žádný oficiální soundtrack, jako tomu bylo v případě titulu 8-Bit Rebellion!. 